# Xenosporium africanum
Xenosporium africanum är en svampart som beskrevs av Piroz. 1966. Xenosporium africanum ingår i släktet Xenosporium och familjen Tubeufiaceae.   Inga underarter finns listade i Catalogue of Life.